# ФК ТТС Тренчин
ФК ТТС Тренчин (слч. Trenčiansky telocvičný spolok; TTS Trenčín) био је словачки фудбалски клуб из Тренчина.

## Историја
Клуб је основан 8. новембра 1904. под именом ТТЕ (Trencsény Torna Egyesület), док је 1919. променио име у ТТС Тренчин.
ТТС Тренчин је први пут играо у највишем рангу Словачке током Другог светског рата, када су такмичења Словачке и Чешке била одвојена. Током 60-их клуб се вратио у највиши ранг, овај пут Прву лигу Чехословачке, и то под именом Једнота Тренчин. Најбољи пласман је остварио 1963. када је заузео друго место у Првој лиги, са само три бода иза Дукле Праг. У том периоду је имао два наступа у Митропа купу, 1966. је у финалу поражен од италијанске Фјорентине са 1:0. Клуб је из Прве лиге испао 1972. године.
Након три сезоне играња у Другој лиги, Једнота се вратила у Прву лигу 1975. и ту је остала до 1980. У сезони 1977/78. Једнота је као освајач Купа Словачке обезбедила пласман у финале Купа Чехословачке, где је ипак поражена са 1:0 од Бањика. Клуб је 1982. вратио име ТТС, а након пар сезона у Другој лиги већ 1985. је испао у трећи ранг, где је играо све до друге половине 90-их 20. века. Угашен је 2006. након спајања са Спартом Тренчин.

### Име клуба кроз историју
- 1904 - ТТЕ Тренчин (Trencsény Torna Egyesület)
- 1919 - ТТС Тренчин(Trenčiansky Telocvičný Spolok)
- 1949 - ЗСЈ Одева Тренчин
- 1953 - ДШО Искра Одева Тренчин
- 1960 - Једнота Тренчин (спојио са ТТС Тренчин)
- 1982 - ТЈ ТТС Тренчин
- 1990 - ФК ТТС Тренчин
- 1998 - ФК СОС ТТС Тренчин

## Успеси

### Домаћи
- Прва лига Чехословачке
  - Други (1): 1962/63.
  - Трећи (1): 1967/68.
- Куп Чехословачке
  - Финалиста (1): 1977/78.
- Куп Словачке*
  - Освајач (1): 1977/78.

* Освајач Купа Словачке је са освајачем Купа Чешке играо у финалу Купа Чехословачке.

### Међународни
- Митропа куп
  - Финалиста (1): 1966.

## ТТС Тренчин у европским такмичењима
| Сезона | Такмичење   | Коло       | Противник           | Домаћин | Гост | Резултат |
| ------ | ----------- | ---------- | ------------------- | ------- | ---- | -------- |
| 1966.  | Митропа куп | 1. коло    | Адмира Вакер        | 1:2     | 4:0  | 5:2      |
| 1966.  | Митропа куп | 2. коло    | Црвена зведа        | 3:1     | 1:0  | 4:1      |
| 1966.  | Митропа куп | Полуфинале | Вашаш               | 1:0     | 1:0  | 1:0      |
| 1966.  | Митропа куп | Финале     | Фјорентина          | 0:1     | 0:1  | 0:1      |
| 1968.  | Митропа куп | 1. коло    | Жељезничар Сарајево | 0:1     | 0:0  | 0:1      |